# Aeroportul Mongu
Aeroportul Mongu (IATA: MNR, ICAO: FLMG) este un aeroport din Zambia ce deservește zona Mongu. A fost numit după zona deservită.
Situat la o altitudine de 1.063 m, aeroportul dispune de o singură pistă.